# Akdschol
Der Akdschol (kirgisisch Ак-Жол, Акжол) ist ein linker Nebenfluss des Kara-Suu im Rajon Aksy (Oblus Dschalal-Abad) in Kirgisistan.
Der Fluss entspringt an den Südwesthängen des Ferghanagebirges. Er wird von den Nebenflüssen Berbulak, Madek, Dscholborstu und Kekkuumai gespeist, bis er in den Kara-Suu mündet. Der Fluss hat eine Länge von 29 km. Sein Einzugsgebiet umfasst 240 km². Der mittlere jährliche Abfluss beträgt 8,0 m³/s. Am höchsten ist er im Mai und Juni, am niedrigsten in Januar und Februar.
Der Fluss wird zur Bewässerung genutzt.